# سوريناميون في هولندا
السوريناميون في هولندا هم الأشخاص  هولندا الذين جاءوا من خلفية سورينامية . حتى 1975، سورينام المنتمية إلى مملكة الأراضي المنخفضة. 